# Gledhow Hall
Gledhow Hall est une maison de campagne anglaise à Gledhow, Leeds, Yorkshire de l'Ouest. Construite au XVIIe siècle par John Thwaites, elle est remodelée pour un nouveau propriétaire par l'architecte du Yorkshire John Carr (architecte) (en). Elle est un bâtiment classé Grade II * et a été transformée en appartements.

## Histoire

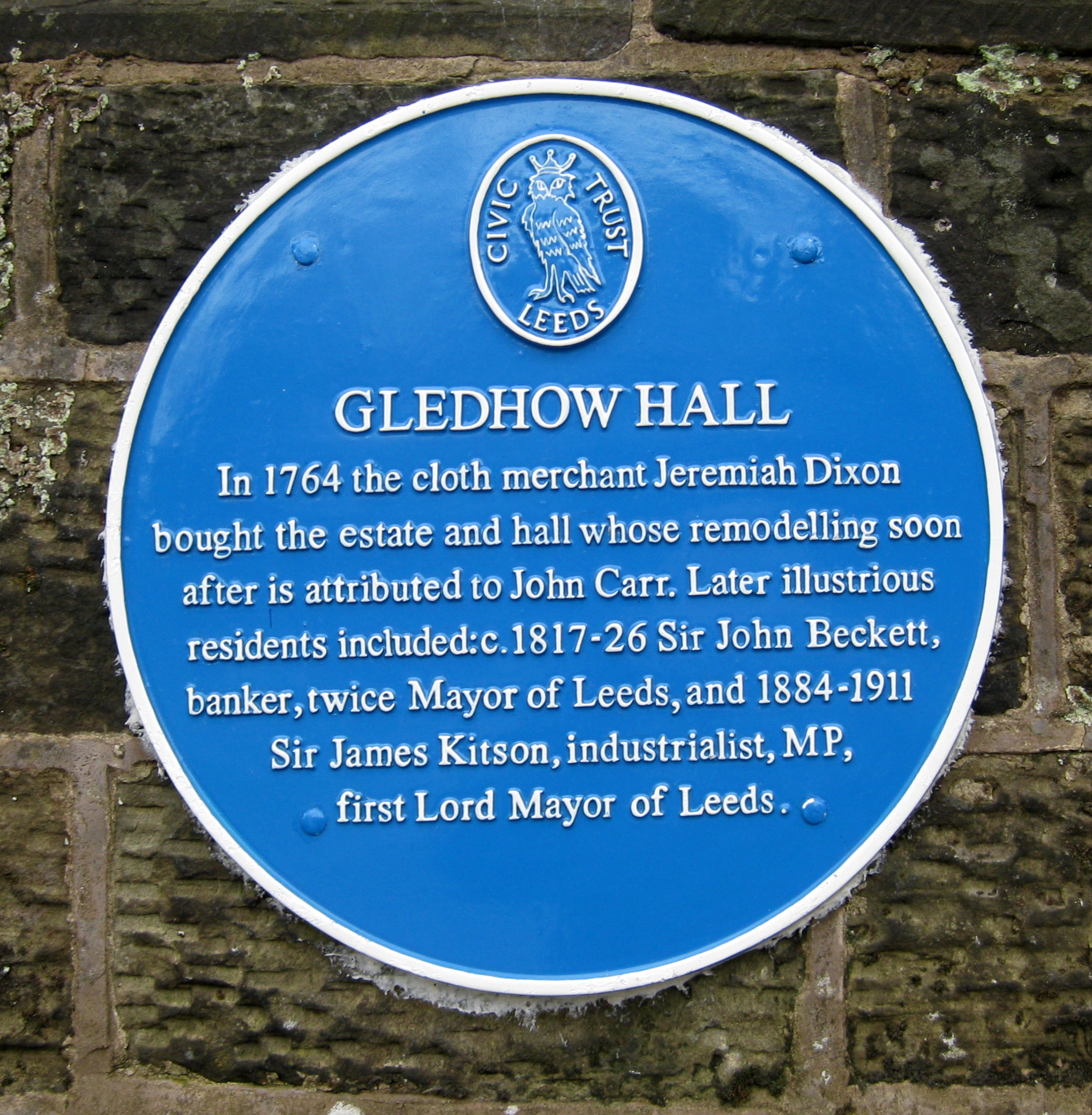
Plaque de fiducie civique

Gledhow Hall est construit sur ce qui était un terrain monastique appartenant à l'Abbaye de Kirkstall, principal propriétaire foncier de la région d'Allerton au XIIIe siècle. Les terres abbatiales sont saisies par la Couronne en 1539 lors de la Dissolution des Monastères. John Thwaites achète le terrain et construit une maison au XVIIe siècle. Elle est remodelée entre 1764 et 1767 par John Carr pour Jeremiah Dixon, qui en est alors le propriétaire.
JMW Turner peint une vue à l'aquarelle du manoir vers 1816, y demeurant pendant qu'il fait des croquis préparatoires,.
En 1885, James Kitson (1er baron Airedale), magnat de l'industrie, fondateur des fonderies de locomotives Kitson Airedale et figure notable du parti libéral,  s'installe au manoir. Entre 1885 et 1890, la maison est modifiée et agrandie par les architectes Chorley et Connon.
Albert Kitson (2e baron Airedale) hérite du titre et du domaine à la mort de son père en 1911. Les Kitson reçoivent plusieurs premiers ministres libéraux et leurs familles à Gledhow : William Gladstone et son fils Herbert Henry Asquith et sa femme en 1913 et en 1920, Margaret Lloyd George lorsqu'elle est à Leeds pour une réception de femmes supporters de la coalition en temps de guerre.

## Description

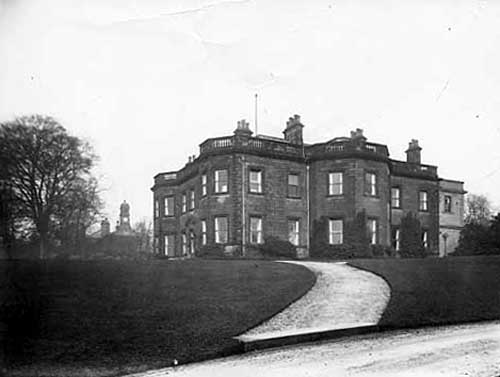
Gledhow Hall c. 1890

La maison à deux étages est construite en pierre de taille, avec des pierres angulaires chanfreinées, des corniches, un parapet à balustrade, et un toit en croupe en ardoise et plomb avec une haute souche de cheminée. La façade sud comporte deux fenêtres en baie à deux étages séparées par trois fenêtres à guillotine. La porte centrale est dotée d'un cadre Gibbs, d'une imposte et d'un fronton et est accessible par des marches en pierre. L'extension par Chorley et Connon à l'arrière comporte trois travées, deux paires de colonnes ioniques formant une loggia, et un porche en angle à colonnes toscanes surmonté d'un Oriel.
L'entrée principale par la loggia arrière a deux portes à panneaux vitrées en vitrail avec des motifs de fruits et de papillons. Le hall d'entrée a un sol en mosaïque et est cloisonné pour les appartements. L'escalier en porte-à-faux en pierre a une balustrade à volutes en fer forgé et une main courante en acajou. Le puits d'escalier éclairé en haut conserve huit fenêtres à lunette, chacune avec des vitraux représentant des feuillages, des fleurs et des fruits. Au premier étage se trouve la salle de bain carrelée de 1885. La salle de bains en faïence élaborée (terre cuite architecturale émaillée) de Burmantofts Pottery est créée pour une visite du prince de Galles . La salle de bain a des portes lambrissées en acajou et une cheminée moulée bolection. Les murs sont recouverts de tuiles moulurées brunes, bleues et blanches, avec un dado, un rail mouluré, une frise à volutes et une corniche dentelée. Le plafond est carrelé dans un design à lanières et comporte trois évents en forme de losange. Les toilettes adjacentes sont décorées de la même manière.

## Hôpital

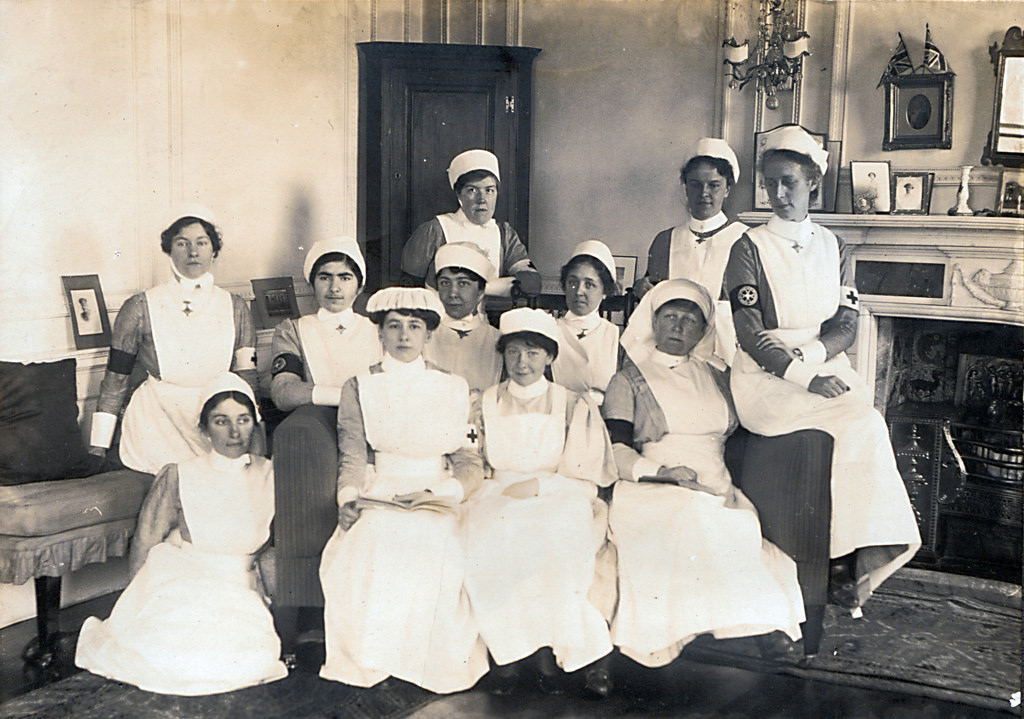
Gledhow Hall en 1915, Olive Middleton, à l'extrême droite assise sur le bras du canapé à côté d' Edith Cliff, la cousine de Middleton, Doris Kitson, est au centre de la troisième rangée à gauche.

Après le déclenchement de la Première Guerre mondiale, Lord Airedale utilise le manoir comme hôpital du Détachement d'aide volontaire (VAD) . Géré par la Croix-Rouge britannique, il est composé à la fois d'infirmières professionnelles et de VAD . L'hôpital ouvre ses portes en 1915 et sa cousine Edith Cliff en est l'officier responsable tout au long de la guerre . Elle a gardé un album, The Great European War, Gledhow Hall Hospital, documentant la vie là-bas entre 1915 et 1919 .
L'album, rempli de "photographies, coupures de presse, lettres et éphémères" est détenu par les bibliothèques de Leeds comme l'un de ses trésors les plus importants . L'album a été choisi pour le mémorial de guerre numérique à l'échelle du Royaume-Uni, hébergé par Historypin, un utilisateur archives en 2014.